# حقوق الإنسان في فنزويلا
تعرض سجل حقوق الإنسان في فنزويلا لانتقادات من قبل منظمات حقوق الإنسان مثل هيومن رايتس ووتش ومنظمة العفو الدولية. تشمل المخاوف الاعتداءات على الصحفيين، والاضطهاد السياسي، ومضايقة المدافعين عن حقوق الإنسان، وسوء أوضاع السجون، والتعذيب، والإعدام خارج نطاق القضاء على يد فرق الموت، بالإضافة إلى الاختفاء القسري.
وفقًا لتقرير هيومن رايتس ووتش لعام 2017، تحت قيادة الرئيس هوغو شافيز والرئيس الحالي نيكولاس مادورو، مكّن تراكم السلطة في السلطة التنفيذية وتآكل ضمانات حقوق الإنسان الحكومة من التخويف والاضطهاد وحتى المحاكمة الجنائية. وأضاف التقرير أن بواعث القلق المستمرة الأخرى تشمل الظروف السيئة في السجون، والإفلات من العقاب على انتهاكات حقوق الإنسان، والمضايقات المستمرة من قبل المسؤولين الحكوميين للمدافعين عن حقوق الإنسان ووسائل الإعلام المستقلة. يتابع التقرير أنه في عام 2016، اعتقل جهاز المخابرات الوطنية البوليفارية (SEBIN) عشرات الأشخاص بتهمة التخطيط أو الترويج أو المشاركة في أعمال عنيفة مناهضة للحكومة، بما في ذلك بعض الاحتجاجات السلمية في الواقع. يقول الكثيرون إنهم تعرضوا للتعذيب أو للإيذاء في الحجز، أو أنهم لم يتمكنوا من مقابلة عائلاتهم أو محاميهم لساعات، وأحيانًا أيام بعد الاعتقال. في العديد من القضايا، فشل المدعون في تقديم أي دليل موثوق به يربط المتهمين بالجرائم. وفي بعضها، تضمنت الأدلة حيازة مواد سياسية، بما في ذلك كتيبات تطالب بالإفراج عن السجناء السياسيين. وفقا لتقرير منظمة العفو الدولية لعام 2016/2017، استمر استهداف المدافعين عن حقوق الإنسان بالهجمات والترهيب من قبل وسائل الإعلام الحكومية وكبار المسؤولين الحكوميين.
منذ عام 2014، أدت الأزمة المستمرة في فنزويلا إلى تضخم مفرط وكساد اقتصادي ونقص في السلع الأساسية وزيادات هائلة في البطالة والفقر والمرض ووفيات الأطفال وسوء التغذية والجريمة. وفقًا لمنظمة العفو الدولية، وصلت الأزمة في فنزويلا إلى نقطة الانهيار، إذ يعاني 75٪ من المواطنين من فقدان الوزن بسبب نقص الغذاء. وبحسب صندوق النقد الدولي، فقد وصل معدل البطالة إلى 34.3٪.
في عام 2006، صنفت وحدة المعلومات الاقتصادية فنزويلا على أنها نظام هجين بمؤشر 5.42 من 10. احتلت الدولة المرتبة 93 من بين 167 دولة، وثالث أقل الدول ديمقراطية في أمريكا اللاتينية بعد كوبا وهايتي. في تقرير عام 2012، تدهور مؤشر الدولة إلى 5.15 وترتيبه إلى 95 من أصل 167. خلال رئاسة نيكولاس مادورو، تدهورت الديمقراطية في البلاد بشكل أكبر، إذ خفض تقرير عام 2017 تصنيف فنزويلا من نظام هجين إلى نظام استبدادي، وهي الفئة الأدنى، بمؤشر يبلغ 3.87 (ثاني أدنى مستوى في أمريكا اللاتينية)، ما يعكس استمرت فنزويلا بالانزلاق نحو الديكتاتورية حيث انحرفت الحكومة عن الجمعية الوطنية التي تهيمن عليها المعارضة، وسجنت أو حرمت السياسيين المعارضين البارزين وقمعت احتجاجات المعارضة بعنف.
منحت مبادرة قياس حقوق الإنسان بالمثل فنزويلا درجات في مجال الحقوق المدنية والسياسية. من أجل السلامة من حقوق الدولة، يستخدم HRMI ردودًا من خبراء حقوق الإنسان في فنزويلا لمنح البلاد درجات في التحرر من الاعتقال التعسفي والاختفاء القسري وعقوبة الإعدام والإعدام خارج نطاق القضاء والتعذيب وسوء المعاملة. حصلت فنزويلا على درجة تراكمية 2.9 من أصل 10 لهذه الحقوق. بالنسبة لحقوق التمكين، التي تتكون من حرية التجمع وتكوين الجمعيات، والرأي والتعبير، والمشاركة في الحكومة، تحصل فنزويلا على مجموع نقاط يبلغ 2.4 من 10.

## الإطار القانوني
بعد فترة وجيزة من انتخاب الرئيس تشافيز لأول مرة، تمت الدعوة إلى استفتاء وطني في أبريل 1999 حيث فضل 92٪ من الناخبين صياغة دستور جديد. صيغ الدستور من قبل مجلس منتخب بمشاركة مجموعات متنوعة من المواطنين، وصوت عليه في وقت لاحق من ذلك العام في استفتاء وطني آخر وجرت الموافقة عليه بنسبة 71.8٪ بين الناخبين. سعى دستور فنزويلا الجديد إلى تأمين مجموعة أوسع من حقوق الإنسان، مثل الرعاية الصحية كحق من حقوق الإنسان. كما أنشأت مكتب المحامي العام الذي يضم مكتب محقق شكاوى حقوق الإنسان. من أصل 350 مادة في دستور 1999، هناك 116 مادة مخصصة للواجبات وحقوق الإنسان والضمانات، بما في ذلك فصل عن حقوق الشعوب الأصلية.
صدقت فنزويلا على الاتفاقية الأمريكية لحقوق الإنسان في عام 1977. وهذا يجعلها جزءًا من اختصاص محكمة البلدان الأمريكية لحقوق الإنسان.
- العهد الدولي الخاص بالحقوق المدنية والسياسية (اللجنة المعنية بحقوق الإنسان)
- العهد الدولي الخاص بالحقوق الاقتصادية والاجتماعية والثقافية (لجنة الحقوق الاقتصادية والاجتماعية والثقافية)

## التاريخ

### الثمانينيات

#### مذبحة إل أمبارو
كانت مذبحة إل أمبارو عبارة عن مذبحة راح ضحيتها 14 صيادًا وقعت بالقرب من قرية إل أمبارو، في ولاية أبوري بغرب فنزويلا، في 29 أكتوبر 1988. ادعت وحدة مشتركة من الجيش والشرطة أن الصيادين (الذين ليس لديهم سجلات للشرطة ولم يكونوا معروفين لأي من المخابرات العسكرية الفنزويلية أو الكولومبية) كانوا مجموعة من رجال حرب العصابات الذين هاجموهم بالبنادق والقنابل اليدوية، بزعم أن 15-20- تبادل دقيق لإطلاق النار على مسافة 20-30 مترًا. اختتمت قضية رفعت إلى محكمة البلدان الأمريكية لحقوق الإنسان في عام 1996، حيث أمرت لجنة الدول الأمريكية لحقوق الإنسان فنزويلا بدفع أكثر من 700000 دولار كتعويضات للضحايا من الأقارب والناجين.

#### كاراكازو
إحدى القضايا الست التي رفعتها لجنة البلدان الأمريكية لحقوق الإنسان ضد فنزويلا بين عامي 1977 و1998 تتعلق بكاراكازو عام 1989، والتي أخفقت الحكومات الفنزويلية المتعاقبة في التحقيق فيها، على الرغم من طلبات جماعات حقوق الإنسان مثل منظمة العفو الدولية، وتعليمات من البلدان الأمريكية محكمة حقوق الإنسان. في يوليو 2009، اتهم وزير الدفاع آنذاك، إيتالو ديل فالي أليغرو، فيما يتعلق بكاراكازو.

### التسعينيات
مع تزايد عدم استقرار النظام السياسي في مواجهة الأزمة الاقتصادية، شهدت فنزويلا محاولتين للانقلاب في عام 1992؛ أحدها كان بقيادة الرئيس المستقبلي هوغو شافيز. كلاهما فشل، وأثناء مقاومة محاولات الانقلاب، ورد أن عملاء الحكومة قتلوا أربعين شخصًا، من المدنيين والمتمردين المستسلمين، إما في إطار عمليات الإعدام خارج نطاق القضاء، أو من خلال استخدام القوة غير المتناسبة.
بلغ عدد الاعتقالات التعسفية المئات واستمرت لبعض الوقت بعد الأحداث، وشارك فيها قادة طلابيون وقادة مدنيون آخرون غير مرتبطين بمحاولات الانقلاب. عُلقت حرية التعبير لمدة شهرين في قضية فبراير، وثلاثة أسابيع في قضية نوفمبر، وانطوت على الرقابة على وسائل الإعلام. قوبلت سلسلة من المظاهرات في مارس وأبريل للمطالبة باستقالة الرئيس كارلوس أندريس بيريز واستعادة الضمانات الدستورية بعنف الدولة، بما في ذلك إطلاق الشرطة العشوائي على الحشود، ما أسفر عن مقتل 13 شخصًا.
وأصيب عدد من الصحفيين الذين كانوا يغطون الاحتجاجات بجروح بالغة على أيدي الشرطة. على الرغم من محاكمة المشاركين في محاولة الانقلاب في فبراير بموجب نظام القضاء العسكري النظامي، ردًا على محاولة الانقلاب في نوفمبر، أنشأت الحكومة محاكم مخصصة بناءً على القانون القانوني لعام 1938 لإليزار لوبيز كونتريراس، والذي وضع قبل عشرين عامًا من الانتقال إلى الديمقراطية. قضت المحكمة العليا في نهاية المطاف بأن المحاكم غير دستورية، ولكن على أساس أن الرئيس قد أهمل تعليق الحقوق الدستورية ذات الصلة (الحق في الدفاع، والحق في أن يحاكم المرء من قبل القاضي الطبيعي) وليس على أسس الإجراءات القانونية الواجبة التي من أجلها انتقد.
خلال فترة بيريز 1989-1993، كان القمع العنيف للاحتجاج أمرًا شائعًا، حيث قمعت واحدة من كل ثلاث مظاهرات. خلال إدارة كالديرا، سقطت، وفي منتصف ذلك انخفضت نسبة التظاهرات التي قمعت إلى واحدة من كل ست.